# We Need to Talk About Kevin (filme)
We Need to Talk About Kevin (bra: Precisamos Falar Sobre o Kevin; prt: Temos de Falar Sobre Kevin) é um filme britânico-americano lançado em 2011, dirigido por Lynne Ramsay e estrelado por Tilda Swinton, John C. Reilly e Ezra Miller. A produção é baseada no livro Temos de Falar Sobre o Kevin de Lionel Shriver.

## Enredo
Eva Katchadourian (Tilda Swinton) tenta retomar sua vida após uma tragédia familiar. Desprezada e oprimida pela vizinhança, ela mora sozinha em uma casa precária e trabalha em uma agência de viagens.
Até então uma bem sucedida escritora de livros turísticos, ela relembra sua vida desde o momento em que conheceu seu marido Franklin (John C. Reilly), um fotógrafo que trabalhava com publicidade. Após anos desfrutando de viagens e prazeres do matrimônio Eva é trazida à realidade pela gravidez tardia. O casal abandona um loft no centro da cidade e se muda para uma confortável casa no subúrbio para criar os filhos.
Entretanto, com o nascimento do filho primogênito, Kevin, a vida de Eva muda drasticamente. Kevin, uma criança agressiva e cruel, nutre uma assustadora hostilidade pela sua mãe que se intensifica com o passar dos anos, destruindo a harmonia familiar e tornando Eva uma mulher infeliz, amargurada e tomada pelo terror.

## Elenco
- Tilda Swinton como Eva Katchadourian
- Ezra Miller como Kevin Katchadourian
- John C. Reilly como Franklin Plaskett
- Ashley Gerasimovich como Celia Katchadourian
- Siobhan Fallon Hogan como Wanda
- Alex Manette como Colin
- Jasper Newell como Kevin (6-8 anos)
- Rocky Duer como Kevin (criança)

## Recepção
No site agregador de críticas Rotten Tomatoes, 75% das 207 resenhas dos críticos são positivas. O consenso do site diz: "é uma mistura magistral de drama e terror, com performances fantásticas em todos os aspectos (especialmente Tilda Swinton, entregando um de seus melhores)."
O Metacritic, que usa uma média ponderada, atribuiu ao filme uma pontuação de 68 em 100, baseado em 37 críticos, indicando críticas "geralmente favoráveis".
O crítico do Chicago Sun-Times, Roger Ebert, deu ao filme 4 de 4 estrelas e disse que "como um retrato de um estado de espírito em deterioração (...) é um filme magistral".

## Prêmios
O filme obteve os prêmios de melhor atriz para Tilda Swinton no Prêmios do Cinema Europeu de 2011 e nomeação a mesma categoria no Globo de Ouro 2012 e SAG 2012.